# 신장 국제 대바자르

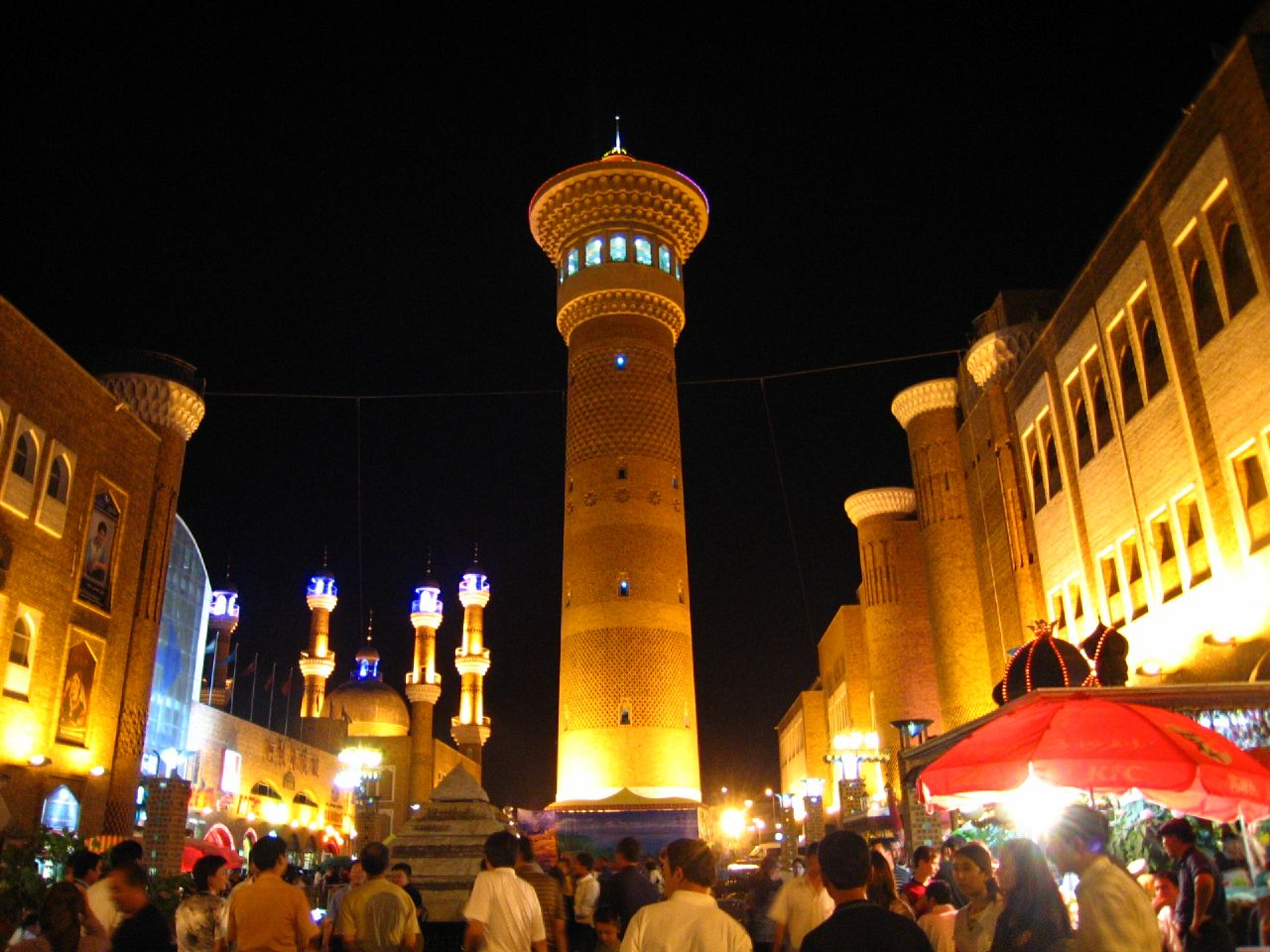
바자르 야경

신장 국제 대바자르(중국어 간체자: 新疆国际大巴扎, 정체자: 新疆國際大巴扎, 병음: Xīnjiāng Guójì Dàbāzhā, 위구르어: شىنجاڭ خەلقئارا چوڭ بازىرى, 영어: Xinjiang International Grand Bazaar)는 신장 위구르 자치구 우루무치시 톈산구에 있는 이슬람 시장이다. 규모 면에서는 세계 최대라고 할 수 있으며, 이슬람 문화, 건축, 민족 경제, 관광, 오락과 결합된 곳이다. 신장에서 가장 유명한 랜드마크 중 하나이다.

## 개요
론리 플래닛에는 “요즘 중국 관광객의 함정보다 나은 것은 없다”라고 말하면서, 카슈가르의 일요시장은 “아시아에서 가장 기억에 남는 바자르 중 하나일 것”이라고 말했다. 조지타운 대학교의 중국, 중앙아시아 역사학 교수인 제임스 A. 밀워드는 외국인들이 우루무치가 원래 위구르족의 도시라고 착각하여, 중국인이 위구르의 특성과 문화를 파괴했다고 쓰고 있지만 우루무치는 한족과 후이족에 의해 중국 도시로 세워졌고, 위구르족들이 새롭게 유입되었다“라고 쓰고 있다.
바자르의 건설은 2002년 말에 완료되었고, 2003년 6월 26일에 개장되었다. 지아팡 난루(解放南路)의 얼다오 다리 시장(二道桥市场) 근처에 있다. 건물과 지역은 중국의 서부 지역의 우세한 종교와 민족 문화를 대표하는 이슬람 스타일로 지어졌다. 이 대바자르는 신장 국제 대바자르 회사(新疆国际大巴扎有限公司)가 소유하고 있다.
신장의 소수 민족 문화(위구르족, 카자흐족, 후이족)와 결합하여 바자르 건축 양식은 벽돌과 틈새 및 모던 페이싱 기술을 사용하여 이슬람 스타일로 디자인되었으며 현대 건축 기능을 반영하여 현대적 요소가 가미되었다. 바자르는 실크로드의 상업적 번영을 재현하고 인종적 특성과 지역 문화를 나타내고 있다.
국제 대바자르는 4천m2의 면적을 차지하고 있으며 80m의 관광 타워, 개방된 모스크, 오페라 극장과 푸드 코트가 있다.

## 같이 보기
- 우루무치
- 인민광장 (우루무치)